# اندیس سرب مجن
سرب مجن یک اندیس فلزی است که در حوالی شهر علی آباد استان سمنان قرار دارد و مادهٔ معدنی موجود در آن، سرب است. و دیرینگی آن به دوران الیگومیوسن می‌رسد. 